# السباق على موارد القطب الشمالي

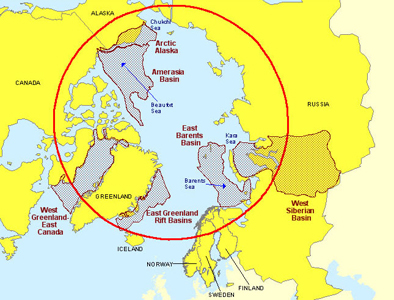
أحواض الموارد في منطقة الدائرة القطبية الشمالية

يمثل السباق على موارد القطب الشمالي التنافس بين الكيانات العالمية على الموارد الطبيعية المتوفرة حديثًا في القطب الشمالي. تتمتع خمس دول بالحق القانوني في استغلال الموارد الطبيعية للقطب الشمالي ضمن مناطقها الاقتصادية الخالصة بموجب اتفاقية الأمم المتحدة لقانون البحار، وهي: كندا، وروسيا، والدنمارك، والنرويج، والولايات المتحدة (على الرغم من أن الولايات المتحدة لم توقع بعد على المعاهدة، إذ تعد المعاهدة بمثابة قانون دولي عرفي وتلتزم به).
خلقت الخلافات حول منطقة القطب الشمالي ومواردها أوائل القرن الحادي والعشرين، إمكانات أكبر للصراعات بين الدول التي لطالما كانت لها مطالب إقليمية متضاربة وآراء مختلفة حول كيفية إدارة المنطقة. تعد منطقة القطب الشمالي أيضًا موطنًا لما يقدر بحوالي 400000 من السكان الأصليين. يُتوقع أن يتعرض هؤلاء السكان لخطر النزوح إذا استمر الجليد في الذوبان بالمعدل الحالي.
سيسهم تسارع نضوب الجليد في التغير المناخي ككل، إذ يطلق ذوبان الجليد غاز الميثان، ويعكس الجليد الإشعاع الشمسي، وبدون ذلك سيمتص المحيط مزيدًا من الإشعاع (تأثير الوضاءة)، ما يؤدي إلى تسخين المياه وزيادة تحمض المحيطات، وسيؤدي ذوبان الجليد إلى ارتفاع مستوى سطح البحر.

## خلفية
يتكون القطب الشمالي من مناطق فرعية متعددة: القطب الشمالي الروسي، والقطب الشمالي الكندي، وجرينلاند (أرض الناس)، وألاسكا الشمالية (الولايات المتحدة الأمريكية)، وسفالبارد (النرويج)، وأيسلندا، وفينوسكنديا. تجعل بحار القطب الشمالي- بحر جرينلاند، وبحر بارنتس، وبحر كارا، وبحر لابتيف، وبحر سيبيريا الشرقي، وبحر تشاكشي، وبحر بوفورت، وغيرهم- بالإضافة إلى هذه المناطق الفرعية القطب الشمالي منطقة شاسعة مع مجموعة متنوعة من الموارد الطبيعية.

## الموارد

### النفط والغاز
تقدر هيئة المسح الجيولوجي الأمريكية أن احتياطيات النفط والغاز غير المكتشفة في القطب الشمالي تصل إلى 22٪ من الإجمالي العالمي، أي حوالي 412 مليار برميل من النفط. أفاد ملخص مؤسسة بروكينغز:
«زاد الاهتمام بالهيدروكربونات البحرية بحلول منتصف إلى أواخر العقد الأول من القرن الحادي والعشرين، بسبب انحسار الجليد البحري ما جعل المنطقة سهلة الوصول، وبسبب زيادة الطلب العالمي على الطاقة، وتقديرات حكومة الولايات المتحدة لاحتياطيات النفط والغاز الكبيرة غير المكتشفة في جميع أنحاء القطب الشمالي، والمناخ الاستثماري الأكثر استقرارًا من الناحية السياسية مقارنة بالمناطق العالمية الأخرى ذات الموارد الهيدروكربونية الكبيرة. دفعت هذه العوامل الدول الساحلية في القطب الشمالي لدعم تطوير النفط والغاز في الخارج».
كانت بريرازلومنايا أول منصة نفطية بحرية في القطب الشمالي، في بحر بيتشورا قبالة روسيا، والتي تديرها شركة غازبروم الروسية، إذ بدأ الإنتاج في أواخر عام 2013. سجنت روسيا 30 من ناشطي السلام الأخضر المحتجين على المنصة وصادرت سفينتهم.
تعد غوليات أكبر منصة في القطب الشمالي، في بحر بارنتس قبالة النرويج، وهي مملوكة من قبل إني وإكوينور (ستات أويل)، إذ بدأ الإنتاج في عام 2015. امتلكت شركة رويال داتش شل مشروعًا بقيمة 7 مليارات دولار لاستخراج النفط من بحر تشوكشي قبالة ألاسكا، بولار بايونير، لكنها تخلت عن المشروع في عام 2015 بعد أن قررت أنه «ما من مبرر كافٍ لمزيد من الاستكشاف». ساهم في هذا القرار انخفاض أسعار النفط بشكل قياسي وتكاليف التشغيل المرتفعة في منطقة نائية ذات طقس قاسٍ.
يعدّ إنتاج النفط في القطب الشمالي مكلفًا، إذ كانت نقطة التعادل (السعر المطلوب لتغطية تكلفة الإنتاج) لخزانات النفط في القطب الشمالي المعروفة ولكن غير المطورة 78.6 دولارًا للبرميل في أكتوبر 2015، وكان هذا الإنتاج أكثر تكلفة من جميع أنواع النفط الأخرى باستثناء الرمال النفطية.

### المعادن
يحتوي القطب الشمالي على رواسب هائلة من الموارد المعدنية ذات القيمة الاقتصادية. تتوفر رواسب كبيرة من الفوسفات والبوكسيت والماس وخام الحديد والذهب في منطقة القطب الشمالي، وكذلك رواسب الفضة والنحاس والزنك، لكن استخراج الموارد أمر بالغ الصعوبة.
كشفت القمم الجليدية المتراجعة في جريندلاند عن رواسب من معادن أرضية نادرة ومعادن أخرى، ما أثار سباقًا بين أوروبا والصين على الوصول إلى هذا المورد. كان لدى جرينلاند منجم واحد فقط قيد التشغيل في عام 2012، بينما خُطط لأكثر من مائة موقع جديد. منجم الفحم بارينتسبورغ في جزيرة سفالبارد النرويجية مفتوح، لكنه عمل بخسارة لسنوات عديدة.

### الأسماك
تعدّ مصايد الأسماك الناشئة موردًا آخرًا في القطب الشمالي. تمتلك العديد من الأنواع البحرية قيمة ثقافية تقليدية لسكان ألاسكا الأصليين، وتعد هذه الأنواع البحرية مهددةً بسبب التغير المناخي.
وافقت الدول الخمس ذات المياه المتاخمة لأعالي البحار القطبية الشمالية الوسطى في عام 2015 على «تدابير مؤقتة لمراقبة الصيد التجاري» في أعالي البحار القطبية الشمالية الوسطى. اجتمعت الدول الخمس في ديسمبر 2015 بالإضافة إلى خمس دول متعاونة إضافية وجرى «التأكيد مجددًا على ضعف احتمالية انتشار الصيد التجاري في المستقبل القريب على الرغم من أنشطة الصيد التجاري في منطقة أعالي البحار في وسط المحيط المتجمد الشمالي، فحالة المعلومات العلمية المتاحة حاليًا بحاجة إلى تحسين من أجل تقليل حالات عدم اليقين الكبيرة المرتبطة بمخزون الأسماك في القطب الشمالي». التقى ممثلو الدول مرة أخرى في أبريل 2016 للتفاوض ومناقشة الصيد التجاري في أعالي البحار في القطب الشمالي.

### التنقيب الحيوي
انخرطت أكثر من 40 شركة في التنقيب الحيوي في القطب الشمالي بحلول عام 2009.

### طرق التجارة
تعدّ طرق التجارة في القطب الشمالي دون شك من أكثر الموارد قيمة. تشمل ممرات الشحن قيد التشغيل ثلاث ممرات: الممر الشمالي الشرقي، والممر الشمالي الغربي، والممر العابر للقطب، وبينما تُستخدم هذه الممرات حاليًا، أصبحت الممرات الأخرى التي كان يتعذر الوصول إليها في السابق متاحة الآن بسبب التغير المناخي وذوبان الجليد البحري. يعزز المحيط المتجمد الشمالي طرقًا تجارية أقصر بين 80% من معظم الدول الصناعية. تتمثل نتائج طرق التجارة الأقصر هذه في استهلاك أقل للوقود وانبعاثات كربونية أقل ونقل أسرع للبضائع.

### الموارد غير المكتشفة
أجرت هيئة المسح الجيولوجي الأمريكية بحثًا عن الموارد غير المكتشفة شمال الدائرة القطبية الشمالية. كشف البحث أن ما لا يقل عن 50 مليون برميل من الغاز الطبيعي والنفط قد تراكمت تحت قاع البحر في القطب الشمالي.

### السياحة
تقدم بعض سفن الرحلات البحرية زيارات إلى المحيط المتجمد الشمالي.

## أصحاب المصلحة
تمتلك خمس دول مناطق اقتصادية خالصة في منطقة القطب الشمالي، بموجب اتفاقية الأمم المتحدة لقانون البحار. تتمتع هذه الدول بالحق القانوني في استغلال الموارد داخل مناطقها الاقتصادية الخالصة.

### روسيا
نفذت روسيا في أغسطس 2007 «حيلة دعائية مصممة بشكل علني» وغطاها التلفزيون الروسي الذي تسيطر عليه الدولة على نطاق واسع، إذ غرست غواصتان روسيتان في بعثة أركتيكا 20017 العلم الروسي في قاع البحر في القطب الشمالي، في محاولة رمزية لتعزيز مطالبة روسيا المتنازع عليها «بما يقرب من نصف قاع المحيط المتجمد الشمالي والنفط المحتمل أو الموارد الأخرى هناك». لم تعترف أي دولة أخرى في القطب الشمالي بأن لهذه الحيلة أهمية قانونية.
أصبحت روسيا في عام 1915 أول دولة تنقب في القطب الشمالي، واستمرت في الحفر في المنطقة منذ ذلك الحين. اهتمت روسيا بشكل كبير باستخراج هذه الموارد من المنطقة نظرًا لتمثيل النفط والغاز الطبيعي جزءًا كبيرًا من إيرادات وصادرات الميزانية الفيدرالية الروسية. قدرت حصة روسيا من احتياطيات النفط في المحيط المتجمد الشمالي بنحو نصف النفط غير المكتشف في المنطقة. تشكل موارد القطب الشمالي 20% من الناتج المحلي الإجمالي في روسيا. زادت روسيا بشكل كبير من وجودها العسكري في منطقة القطب الشمالي، ما خلق توترًا بين الدول. تمتلك روسيا حاليًا 40 كاسحة جليد، ما يجعلها رائدة العالم في كاسحات الجليد.